# Oreopanax crassinervius
Oreopanax crassinervius är en araliaväxtart som först beskrevs av Carl Sigismund Kunth, och fick sitt nu gällande namn av Joseph Decaisne och Jules Émile Planchon. Oreopanax crassinervius ingår i släktet Oreopanax och familjen Araliaceae. Inga underarter finns listade.